# Sport (prémétro d'Anvers)
Pour les articles homonymes, voir Sport (homonymie).
Sport est une station du prémétro d'Anvers, faisant dès lors partie du réseau du tramway d'Anvers. Elle est située au Nord de la ville, sous la place M. Grégoire, non loin du palais des Sports (Sportpaleis).

## Caractéristiques
La station « Sport » est une station moderne et luxueuse, en ce qu'un budget supplémentaire a été alloué à sa construction. Elle est située dans un virage, où se situe une boucle de retournement pour les tramways venant de la station Schijnpoort. Sa décoration est caractérisée par un motif en mosaïque, et par une signalisation moderne. Depuis 2005, la station est équipée d'ascenseurs ainsi que de panneaux de signalisation pour les malvoyants. La station a été décorée avec des figures en bois représentant des cyclistes et des patineurs.
La salle des guichets est située au niveau -1, en partie au-dessus des quais. Ceux-ci sont situés au niveau -2 (quai vers et en provenance de la station Schijnpoort) et au niveau -3 (quai vers Merksem).